# ばばぁ〜ずBarber
ばばぁ〜ずBarber（ばばぁ〜ずバーバー）は、東海ラジオの朝のワイド番組「かにタク言ったもん勝ち」の看板コーナーである。金曜の11:00から約10分間（「かにタクラジオショッピング」が放送されていた時代は11:05頃）に加え、2010年4月の改編で番組が1時間延長した際は、12:00からの約5分間も「ばばぁ～ず無責任相談室」に充てる形で新設されていた。その後、2014年秋の改編で放送時間が変更されたことに伴って一旦終了するも、後に復活。番組は午前中のワイドから土曜朝の30分、日曜朝の15分と大幅に短縮されたが、「かにタクポスト」とともに継続している基幹コーナーである。
身近な出来事をテーマに取り上げ出演者がお年寄りかつ名古屋弁の声で話す（ただし、実際にはコーナーが始まってしばらくするとお年寄りの作り声ではなくなっていってしまうことが多いが、名古屋弁は継続）。

## 概要
東海ラジオのある名古屋市東区の東桜商店街（通称：長屋）にある仮想の理容店を舞台に、店主である同番組の「かにタク言ったもん勝ち」のパーソナリティー蟹江篤子の祖母・蟹江テツと、お店に毎日のように遊びにくるパーソナリティータクマの祖母・迫田モヨが、身近な出来事をテーマ（話になるテーマは、難しい話からやわらかい話まで）に取り上げて「名古屋弁」でしゃべりまくるという設定。その際、蟹江、タクマ自身のことを語るときは、当然"孫の話"となる。かつては番組内他コーナーで話しづらい政治ネタ、海外からのニュースを1回1本程度ネタにする傾向があったが、放送時間が短縮されてからはリスナーからのお便りを紹介するようになっている。

## 出演者

### レギュラー
- 蟹江テツ（理髪店の店主）：蟹江篤子（元・東海ラジオアナウンサー）。現在は1人で住んでいるが、実は旦那がおり、十数年前に出て行ったまま帰ってこない状態となっているらしい。
- 迫田モヨ：タクマ（かにタク言ったもん勝ちパーソナリティー）。「迫田モヨ」は実在のタクマの祖母であり、名前も実名である。2013年5月に逝去したが、実年齢はコーナーの設定よりも高齢である。ちなみにモヨが理髪店に来る理由は、テツが生きているかどうかを確認する為で、特に他意はないらしい。なおモヨが外に出かける理由のひとつとして、嫁のひふみに追い出されてからの事だそう（ばばぁ〜ずBarber内の会話より）。

備考
坂口ミーナ（後述）とともに女学校の同級生で推定88歳の設定である。

### その他の登場人物
テツとモヨのやり取りの中で登場するが、本人が出演することはない。
- タゴサク：蟹江テツの元夫。10数年前に出奔しており現在は生死不明。
- 喜作：迫田モヨの同棲相手であり、前夫とは友人だった。モヨとは死んだ夫の葬式の日に大人の関係となり、以降モヨと連れ添っている（ばばぁ〜ずトークバトル・2012年7月3日更新分より）。かつては柳橋中央市場で働いていたが現在は無職。モヨと今池に遊びに行くことが日課であり、モヨもそのついでにテツの理髪店に寄っていく。
- ひふみ：迫田家の嫁であり、タクマの実母。姑であるモヨとは犬猿の仲である。なお、「ひふみ」というのは本名ではなく、その容姿が「一重まぶた、二重あご、三段腹」であるところからそのように呼んでいる。
- みゆき：タクマの妻。
- 元気：タクマの子供。モヨのひ孫にあたる。

### テツ・モヨ不在時の登場人物
蟹江が休みを取る際、テツも同行し店を空けるが休業せず店番を頼む。またモヨもタクマの休みを取る時には店に遊びにこないが、別の登場人物が遊びにやってくる。店番を頼んだ人が理容師の資格を持っていないので客が来ても対応ができないが、この時間帯に客が来たことがないようで特に支障はないようだ。2008年頃から「集合時間を間違え同行させてもらえなかった」等の理由で蟹江やタクマが休みをとっても東桜に残ることが多くなったために、代役が登場する機会は少なくなっている。
- よのすけ（天野良春）：テツの知り合いでモヨの親友。テツが蟹江篤子と同行して旅行に行くときに留守番として店番をする。東北出身。
- ミーナ（坂口美奈子）：同じくテツ・モヨの幼馴染で、坂口美奈子（パーソナリティー）の祖母。テツが不在の時店番をすると共に、「タクマ必笑ライブ」のおばあちゃんコントでモヨの相手をする。大地主の常痔（ジョージ）を愛人に持つ。
- 松原さん（たっち）（松原敬生）：松原敬生（元・東海ラジオアナウンサー）の親戚で、テツが掛けている保険の外交員。その傍らで市場調査員も務めている。テツの店にやってくるとき本人が不在でミーナが店番をしていることが多く、たびたびミーナと喧嘩になる。
- さとこ（山崎聡子）：東桜商店街にある「山崎最中屋」の看板娘。テツから店番を頼まれたはずのミーナが「都合が悪い」と店を空けて無人状態になるとなぜか店に居座る。（テツの旅行から帰ってくる日なので、お土産目当てで店にきたと語る）。テツの店が飛び込みで散髪にやってきたひさし（山浦ひさし）と雑談だけして帰らせたことがあった。ひさしが3度目に来店したときさとこは結婚のため店を出ており、「山崎最中屋」の女主人でさとこの祖母「さと」がひさしの相手をしていた。
- とよぞう（安蒜豊三）：江戸からやってきた年齢不詳の老人。ミーナが店番をしているときにやってきたが、ミーナから「体臭がきつい」と店を追い出された。
- 古池真由美（古池真由美）：タレント・元東海ラジオリポーター（2016年現在は、講談師・旭堂鱗林として活動）。テツから店番を頼まれたはずのミーナが「都合が悪い」と言って店番に呼んだ。ミーナの不在すら知らずにやってきた松原さんに講談で対応した。
- 村上かずのしん（村上和宏）：村上和宏（東海ラジオアナウンサー）の父親で、たまに広島弁丸出しで店に現れる。
- 土屋ひでごろう（土屋礼央）：何故かなまってしゃべっているのが特徴の土屋礼央の親族。ミーナが店番をしていた際に突然現れた。

## コーナーの始まりと終わり
- 「いつものふたり」が担当する場合は・・・
  - 始まりは、まずタイトルコールがありテーマミュージックが流れ始め、前奏が終わってまもなく「カラン・カラン～」と喫茶店のドアに付けられた鈴を思わせるような音がなるとともに、モヨさんが「蟹江さ～ん、おはよぉ～」（大体このセリフ）というと、「おはよぉ～さん」（ここも大体このセリフ）という掛け合いから、コーナーがスタート。
  - コーナーが終わるタイミングは、モヨさんが「ほな帰りますでねぇ〜」「そろそろ、今池にいかなかんでぇ……」等というと、コーナーが終わる目安。なおこのセリフはたまに違うこともある。モヨさん曰く、今池にこだわる理由は「お昼のんびりするところがある」と「敬老パスが使える」の2点である。最後に再び鈴が鳴ってテーマミュージックが少し流れて終わる。

## ばばぁ～ず無責任相談室
- 2007年11月2日からスタートした企画。12時終了時代はは金曜のみだったが、2010年4月5日の番組放送時間延長により、毎日12時から12時5分の枠でレギュラー企画となった。内容はテツさん・モヨさんがリスナーからの相談に無責任に答える。質問が複雑だったりする場合は、モヨが短い答えを言った後に「次の方、どうぞ!」とやや省略気味に進めようとする。また大真面目に相談に答えていたりしても、モヨが短い言葉で締めることもある。当初は『1日1質問』という割合だったが、末期は1日の相談に答える数が増えている。相談採用者には、当初何もプレゼントされなかったが、2007年12月頃から番組グッズである、魔除けの携帯ストラップがプレゼントされていた（オンエアではテツが「何ぞお送りしますで」と言う）。2014年の秋改編で、放送時間が9時から12時までに変更されたことにより、コーナー終了となった。

## 「○○（プレゼントされる品名）争奪 おばあちゃんクイズ」
- ワイド番組時代に、年数回の聴取率調査週間（「聴いて元気週間」）の際に行われていたリスナーへのプレゼントクイズ。「ばばぁ〜ずBarber」の内容をすべて聞いていないと正解が解らない難問（特に数字などが出される傾向が高い）となっており、出題時間は毎回定まっていない。2016年春改編で放送日が縮小されたが、引き続き「聴いて元気週間」で実施されていた。

## スポンサー
- 大心産業を経て、中駒産業グループになってから、その週のお便りを出した人の中から毎週2名にかにタクウイークリープレゼント（有名デパートの選べるギフトが送られている）になっていたが、2009年途中に一旦中駒がスポンサーを撤退（と同時に選べるギフトのプレゼントが廃止された）。その後一時的に中駒が復帰したものの、すぐに降板。その後科学技術学園高校がスポンサーだった事もあったが、2009年途中からは、再びノンクレジットの状態となっている。
- また、「かにタクうどん」（かにタク言ったもん勝ち#タイアップ企画参照）発売時には、発売元のキンレイがスポンサーとして加わる時期もあった。
- スポンサー紹介のアナウンスは、テーマミュージックの前奏部分でアナウンスされた時代もあり、またタイトルコール直前に蟹江の予め録音しておいた声が流れた時代もある。

## その他
- 当然出演者が二人なので、理髪店はお客がいないという設定（コーナーの始まりの掛け合いで、モヨさんが「ここは本当にいつきても客がおらせん（「いない」の名古屋弁）ねぇ～」とたまに言うところからもわかる）。
- 舞台となる理髪店の店頭には、理髪店ということもありサインポールが置いてあるが、回っていない状態らしい（2009年12月31日放送分より）。
- 不定期ではあるが事前の予告なしでお客さんがやって来ることがある（モヨが「お店の前にいたから連れてきた」など設定は様々である）。
- タクマのピンチヒッターとして松原敬生が登場し、松原・蟹江コンビでの放送の場合、本コーナーに放送されずリスナーからの投稿コーナーに差し替えられる。かつての「ぶっつけワイド」コンビで本コーナーを担当したことはない。
- テツとモヨという名は、かつてフジサンケイグループ会議議長だった鹿内信隆氏の保護者（養父が徹で養母がモヨといわれる）に由来すると思われる。タクマの祖母がモヨだったことにちなんで鹿内氏の保護者に似せた可能性がある。ちなみに東海ラジオは中日新聞グループではあるが、キー局がフジサンケイグループと由来の深いNRNに加盟している。

## ばばぁ〜ずトークバトル
かつて存在していた東海ラジオのインターネットラジオ、"commuf@radio"の番組コンテンツのひとつで、蟹江テツと迫田モヨが約10分間自由に話すというもの。テーマがないことや、電波で放送されないことから「本家」よりも白熱したトークを展開していた。毎週火曜日更新（年末年始などは更新が1回休みになる）、初めと終わりにはゴングが鳴る（オープニングは、ゴングとともに（編集された声で）「ばばぁ〜ずトォークバトルゥ～～～。YES！」で始まる。）。現在は更新終了。